# كارلا كابرال
كارلا كابرال (بالبرتغالية: Carla Regina‏) هي ممثلة برازيلية، ولدت في 21 أكتوبر 1976 في ليميرا في البرازيل.

## وصلات خارجية
- كارلا كابرال على موقع IMDb (الإنجليزية)
- كارلا كابرال على موقع قاعدة بيانات الفيلم (الإنجليزية)
- كارلا كابرال على موقع كينوبويسك (الروسية)